# Verenigd Front voor Nationale Redding van Kampuchea
Het Verenigd Front voor Nationale Redding van Kampuchea (Khmer: រណសិរ្សសាមគ្គីសង្គ្រោះជាតិកម្ពុជា; Frans: Front uni national pour le salut du Kampuchéa, FUNSK) was de benaming van een communistische verzetsbeweging in Cambodja, die gesteund door het Vietnamese Volksleger het land gedeeltelijk wist te bevrijden van het terreurregime van Pol Pot.
Eind 1978 werd door de communistische Revolutionaire Volkspartij in de gebieden die zij bezet hield met steun van de Vietnamezen het Verenigd Front voor Nationale Redding van Kampuchea (FUNSK) opgericht dat de strijd tegen de regering van de Rode Khmer moest coördineren en tevens bedoeld was om de schijn te wekken dat de strijd tegen de Rode Khmer van Pol Pot niet alleen een strijd was van de communistische Revolutionaire Volkspartij en de Vietnamezen, maar een nationale verzetsstrijd. Met hulp van het Vietnamese leger wisten de troepen van het FUNSK de Rode Khmer te verdrijven uit de grote steden en een pro-Vietnamese regering op te zetten in Phnom Penh (januari 1979). De nieuwe regering richtte de Volksrepubliek Kampuchea (Cambodja) op die alleen kon bestaan met hulp van een Vietnamees bezettingsleger.
In 1981 werd het FUNSK  omgevormd tot het Verenigd Front voor Nationale Opbouw en Verdediging (UFCDK) en nam vanaf dat moment de rol op zich van een mantelorganisatie naar het model van dergelijke organisaties in het Oostblok. Een centraal comité werd ingesteld met Heng Samrin als erevoorzitter. (Hij bekleedde eerder het voorzitterschap van het FUNSK.) Hij was daarnaast tevens president van Kampuchea en lid van het politbureau van de communistische Revolutionaire Volkspartij. Voorzitter werd Chea Sim, een lid van het politbureau van de Revolutionaire Volkspartij. De meeste leden van het bestuur (centraal comité) waren ook lid (van het partijbestuur) van de communistische partij, maar er waren ook leden van het centraal comité van het UFCDK die geen lid waren van de communistische partij, maar wel met haar uitgangspunten sympathiseerden. Verschillende massaorganisaties waren aangesloten bij het UFCDK:

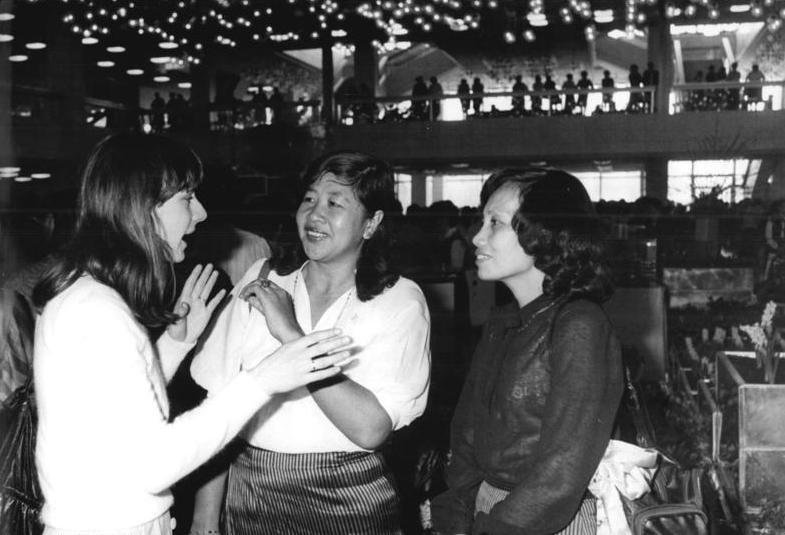
Een delegatie van de leiding van de Revolutionaire Vrouwenorganisatie van Kampuchea wordt ontvangen in Oost-Berlijn tijdens een congres van de Demokratischer Frauenbund Deutschlands in de DDR.

- de Federatie van Vakverenigingen van Kampuchea : 62.000 leden (1983);
- de Volksrevolutionaire Jeugdunie van Kampuchea : 50.000 leden (1987) - jongeren tussen de 15 en 26 jaar oud;
- de Revolutionaire Jeugdassociatie van Kampuchea : 800.000 leden - kinderen tussen de 9 en 16 jaar oud;
- de Organisatie van Jonge Pioniers van Kampuchea : 450.000 leden - kinderen tot 9 jaar oud;
- de Revolutionaire Vrouwenassociatie van Kampuchea : 923.000 leden (1983).[1]

Verscheidene, kleinere organisaties - men moet denken aan culturele verenigingen, kunstenaarsgroepen, vriendschapsverenigingen (waarbij in het bijzonder de vriendschapsvereniging Cambodja-Vietnam moet worden genoemd) e.d. - waren ook aangesloten bij het UFCDK. Het Front organiseerde campagnes om de ongeletterdheid onder de bevolking terug te dringen, boeren te informeren om hun landbouwtechnieken te verbeteren, vrouwen te onderwijzen en hun positie in de maatschappij te versterken en men hield educatieve filmavonden in de meest achtergelegen dorpen van het land. Een belangrijk doel van het Front was het consolideren van wat het regime de "arbeiders en boerenalliantie" noemde.
Het UFCDK organiseerde op bijzondere feestdagen massabijeenkomsten. Deze feestdagen waren:
- de Kampuchea - Vietnam Dag van de Solidariteit op 18 februari;
- de Dag der Haat op 20 mei waarbij men de misdaden van het genocidale regime van Pol Pot[3] herdacht;[4]
- de Dag van Solidariteit tussen het Volk en het Leger op 9 juni.[1]

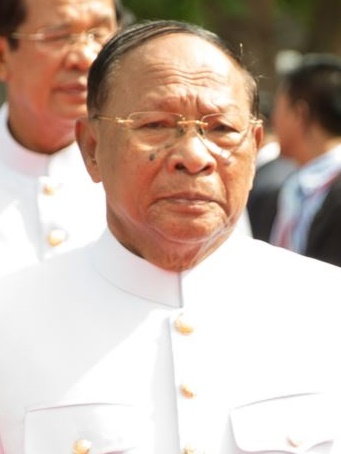
Samdech Heng Samrin (*1934)

In de periode 1990 tot 1992 toen Cambodja de overgang maakte van een communistische eenpartijstaat naar een democratisch koninkrijk verloor het UFCDK haar bijzondere positie. Het was voor massaorganisaties niet meer verplicht zich aan te sluiten bij het UFCDK. Toch kozen de meeste grote organisaties ervoor lid te blijven. Na 1993 bleef de invloed van het UFCDK groot omdat zij de rol van intermediair tussen volk en regering bleef vervullen. Bij het vijfde congres van het UFCDK op 29 april 2006 werd besloten de naam te wijzigen in Front voor Solidariteit en Ontwikkeling van het Cambodjaanse Moederland (SFDCM). De taak van het SFDCM is o.a. het organiseren van nationale en internationale manifestaties, culturele happenings en sportevenementen. Hoewel Cambodja als sinds 1993 een meerpartijenstelsel wordt het SFDCM nog altijd gezien als een verlengstuk van de regerende Cambodjaanse Volkspartij. Voorzitter van het Front is nog altijd Heng Samrin.

## Verwijzingen
1. 1 2  countrystudies.us/cambodia
2. ↑  Ibidem
3. ↑  Het zogenaamde "Rood-fascistische regime."
4. ↑  In 2001 werd de Dag van de Haat omgedoopt in de Nationale Herdenkingsdag.
5. ↑  Opvolger van de Revolutionaire Volkspartij van Kampuchea.